# Acroneuria multiconata
Acroneuria multiconata és una espècie d'insecte plecòpter pertanyent a la família dels pèrlids que es troba a la Xina: Gansu.